# Любен Калинов
Любен Калинов е български актьор и режисьор.

## Биография
Играе на сцената на Драматичен театър „Рачо Стоянов“ Габрово. През 1954 година е негов директор. 
Режисьор-постановчик и директор на Сливенския драматичен театър.

## Награди и отличия
- Заслужил артист

## Телевизионен театър
- „Ах, този вуйчо“ (1988) (мюзикъл), 2 части

## Филмография
| Година      | Филми и Сериали      | Серии | Копродукции | Роля          |
| ----------- | -------------------- | ----- | ----------- | ------------- |
| 1980        | Двойникът            |       |             | другаря Русев |
| 1977 - 1982 | Четвъртото измерение | 6     |             |               |
| 1977        | Бой последен         |       |             |               |
| 1975        | Белег за човещина    |       |             | кръчмарят     |
| 1974        | Ламята               |       |             | Варадин       |
| 1969        | Цар Иван Шишман      |       |             | болярин       |
| 1960        | Хитър Петър          |       |             | поп Ставрос   |
| 1952        | Под игото            |       |             |               |